# Bosquerola d'ales daurades
La bosquerola d'ales daurades (Vermivora chrysoptera) és una espècie d'ocell de la família dels parúlids (Parulidae) que habita en estiu els boscos decidus d'Amèrica del Nord, des del sud de Manitoba, sud-oest de Quebec, nord de Minnesota i de Wisconsin, cap al sud fins al nord de Geòrgia i nord-oest de Carolina del Sud. Passa l'hivern en Amèrica Central, est de Veneçuela i Colòmbia i nord de l'Equador.